# Kobbvika
Kobbvika est une localité du comté de Nordland, en Norvège.

## Géographie
Administrativement, Kobbvika fait partie de la kommune de Ballangen.